# Теорема Кейси

Теорема Кейси или  Кэзи — теорема в евклидовой геометрии, обобщающая неравенство Птолемея. Названа по имени ирландского математика Джона Кейси.

## Формулировка
Пусть {\displaystyle O} — окружность радиуса {\displaystyle R}. Пусть {\displaystyle O_{1},O_{2},O_{3},O_{4}} — (в указанном порядке) четыре непересекающихся окружности, лежащие внутри {\displaystyle O} и касающиеся её. Обозначим через {\displaystyle t_{ij}} длину отрезка между точками касания внешней общей касательной окружностей {\displaystyle O_{i},O_{j}}. Тогда:
{\displaystyle t_{12}\cdot t_{34}+t_{14}\cdot t_{23}=t_{13}\cdot t_{24}.}
В вырожденном случае, когда все четыре окружности сводятся к точкам (окружности радиуса 0), получается в точности теорема Птолемея.

### Замечания
Теорема Кейси справедлива для шести попарных касательных четырёх окружностей, касающихся одной общей окружности не только внутренним образом, как разобрано выше, но и внешним образом, как показано на рис. ниже. 

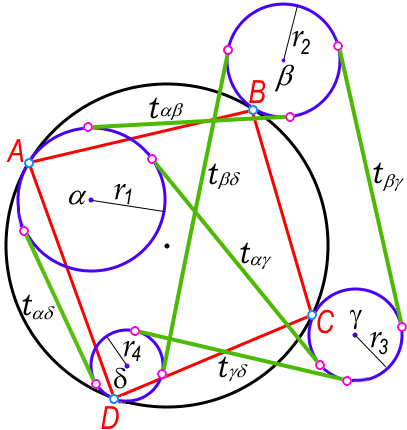
Теорема Кэйси

При этом выполняется обычная формула теоремы Кэйси:
{\displaystyle t_{\alpha \beta }t_{\gamma \delta }+t_{\beta \gamma }t_{\delta \alpha }=t_{\alpha \gamma }t_{\beta \delta }}.
- В вырожденном случае, когда три из четырёх окружностей сводятся к точкам (окружности радиуса 0), и одна сторона четырёхугольника вырождается в точку, а три оставшиеся стороны четырёхугольника образуют равносторонний треугольник, получается в точности обобщённая теорема Помпею.
- В вырожденном случае, когда все четыре окружности сводятся к точкам (окружности радиуса 0), в последнем случае также получается теорема Птолемея.

## Доказательство
Следующее доказательство принадлежит (согласно Боттема) Цахариасу. Обозначим радиус окружности {\displaystyle O_{i}} через {\displaystyle R_{i}}, а точку касания с окружностью {\displaystyle O} через {\displaystyle K_{i}}. Будем использовать обозначения {\displaystyle O,O_{i}} для центров окружностей.
Заметим, что из теоремы Пифагора следует
{\displaystyle t_{ij}^{2}={\overline {O_{i}O_{j}}}^{2}-(R_{i}-R_{j})^{2}.}
Попробуем выразить длины через точки {\displaystyle K_{i},K_{j}}. По теореме косинусов в треугольнике {\displaystyle O_{i}OO_{j}},
{\displaystyle {\overline {O_{i}O_{j}}}^{2}={\overline {OO_{i}}}^{2}+{\overline {OO_{j}}}^{2}-2{\overline {OO_{i}}}\cdot {\overline {OO_{j}}}\cdot \cos \angle O_{i}OO_{j}}
Поскольку окружности {\displaystyle O,O_{i}} касаются,
{\displaystyle {\overline {OO_{i}}}=R-R_{i},\,\angle O_{i}OO_{j}=\angle K_{i}OK_{j}}
Пусть {\displaystyle C} — точка на окружности {\displaystyle O}. Согласно теореме синусов в треугольнике {\displaystyle K_{i}CK_{j}}
{\displaystyle {\overline {K_{i}K_{j}}}=2R\cdot \sin \angle K_{i}CK_{j}=2R\cdot \sin {\frac {\angle K_{i}OK_{j}}{2}}}
Так что,
{\displaystyle \cos \angle K_{i}OK_{j}=1-2\sin ^{2}{\frac {\angle K_{i}OK_{j}}{2}}=1-2\cdot \left({\frac {\overline {K_{i}K_{j}}}{2R}}\right)^{2}=1-{\frac {{\overline {K_{i}K_{j}}}^{2}}{2R^{2}}}}
и после подстановки полученного выражения в формулу выше,
{\displaystyle {\overline {O_{i}O_{j}}}^{2}=(R-R_{i})^{2}+(R-R_{j})^{2}-2(R-R_{i})(R-R_{j})\left(1-{\frac {{\overline {K_{i}K_{j}}}^{2}}{2R^{2}}}\right)}
{\displaystyle {\overline {O_{i}O_{j}}}^{2}=(R-R_{i})^{2}+(R-R_{j})^{2}-2(R-R_{i})(R-R_{j})+(R-R_{i})(R-R_{j})\cdot {\frac {{\overline {K_{i}K_{j}}}^{2}}{R^{2}}}}
{\displaystyle {\overline {O_{i}O_{j}}}^{2}=((R-R_{i})-(R-R_{j}))^{2}+(R-R_{i})(R-R_{j})\cdot {\frac {{\overline {K_{i}K_{j}}}^{2}}{R^{2}}}}
Наконец, искомая длина
{\displaystyle t_{ij}={\sqrt {{\overline {O_{i}O_{j}}}^{2}-(R_{i}-R_{j})^{2}}}={\frac {{\sqrt {R-R_{i}}}\cdot {\sqrt {R-R_{j}}}\cdot {\overline {K_{i}K_{j}}}}{R}}}
Теперь можно преобразовать левую часть с помощью теоремы Птолемея применительно к вписанному четырёхугольнику {\displaystyle K_{1}K_{2}K_{3}K_{4}}:
{\displaystyle t_{12}t_{34}+t_{14}t_{23}={\frac {1}{R^{2}}}\cdot {\sqrt {R-R_{1}}}{\sqrt {R-R_{2}}}{\sqrt {R-R_{3}}}{\sqrt {R-R_{4}}}\left({\overline {K_{1}K_{2}}}\cdot {\overline {K_{3}K_{4}}}+{\overline {K_{1}K_{4}}}\cdot {\overline {K_{2}K_{3}}}\right)}
{\displaystyle ={\frac {1}{R^{2}}}\cdot {\sqrt {R-R_{1}}}{\sqrt {R-R_{2}}}{\sqrt {R-R_{3}}}{\sqrt {R-R_{4}}}\left({\overline {K_{1}K_{3}}}\cdot {\overline {K_{2}K_{4}}}\right)=t_{13}t_{24}}

## Вариации и обобщения
Можно показать, что четыре окружности не обязательно должны лежать внутри большой окружности. Фактически, они могут также касаться её и снаружи. В этом случае следует сделать следующие изменения:
Если {\displaystyle O_{i},O_{j}} касаются {\displaystyle O} с одной стороны (обе изнутри или обе снаружи), {\displaystyle t_{ij}} — длина отрезка внешних касательных.
Если {\displaystyle O_{i},O_{j}} касаются {\displaystyle O} с разных сторон (одна изнутри, другая снаружи), {\displaystyle t_{ij}} — длина отрезка внутренних касательных.
Обратное утверждение теореме Кейси также верно. Таким образом, если равенство выполняется, окружности касаются.
Например, для рис. ниже имеем: {\displaystyle t_{\alpha \beta }t_{\gamma \delta }+t_{\beta \gamma }t_{\delta \alpha }=t_{\alpha \gamma }t_{\beta \delta }}.
Понятия "длина отрезка внешних касательных" и "длина отрезка внутренних касательных" могут ввести в заблуждение, ибо эти касательные могут быть проведены как внутри, так и снаружи общей связующей окружности, поскольку сходственные пары касательных двух окружностей всегда равны. Тут важнее оперировать не понятиями "внешних касательных" и "внутренних касательных", а понятиями наибольшей и наименьшей касательной для двух окружностей, ибо к двум окружностям можно провести две пары  сходственных касательных, всегда равные для каждой пары, но не равные между разными парами касательных. Это прекрасно видно при сравнении двух рисунков.
Как располагается пара окружностей относительно одного из двух возможных типов проведенных к ним общих касательных можно узнать по значению их инверсного расстояния I, которое может принимать 3 значения: 0, +1 и -1.

## Приложения
Теорему Кейси и ей обратную можно использовать для доказательства различных утверждений евклидовой геометрии. Например, самое короткое известное доказательство теоремы Фейербаха использует обратную теорему Кейси.